# 1952년 대한민국 국회부의장 보궐선거
제2대 국회 전반기 부의장 보궐선거는 장택상 국회부의장이 국무총리에 취임하여 국회부의장직이 공석이 됨에 따라 1952년 5월 8일에 실시되었다.
선거 결과 초선의 김동성 원내 자유당 의원이 국회부의장에 선출되었다.
김동성 부의장은 1차 투표에서 과반을 득표하여 당선이 확정되었는데, 국회부의장 선거에서 2차 투표나 3차 투표가 치러지지 않고 1차 투표만에 당선자가 결정된 것은 국회 개원 이래 최초의 일이었다. 김동성 부의장의 국회부의장 임기는 1952년 6월 18일까지였으므로, 김동성 부의장은 역대 국회부의장 중 최단 기간 재임 기록을 보유하고 있다.

## 선거 제도
국회의장 및 국회부의장 선거에서 당선자는 재적 의원 2/3 이상의 출석과 출석 의원 과반수의 찬성으로 결정하도록 되어있었다. 만약 1차 투표 결과 과반을 득표한 후보가 없을 시 2차 투표를 해야 했으며, 2차 투표에서도 과반을 득표한 후보가 없을 시 상위 득표자 2인에 대하여 결선 투표를 실시해 최다 득표자를 당선자로 하도록 되어 있었다.

## 배경
당시 여권은 이승만 대통령에 의해 창당된 원외 자유당과 친여 성향 국회의원들이 창당한 원내 자유당으로 분열되어 있었다. 또 원내 자유당은 원외 자유당과 합당해야 한다고 주장하는 합동파와 이에 반대하는 잔류파로 갈려 있었다. 이같은 여권의 파벌들 간에 갈등은 국회부의장 선거에서도 그대로 드러났는데, 일명 개헌추진파로 불린 원내 자유당 잔류파에서는 김동성 의원을, 원외 자유당 및 원내 자유당 합동파 측에서는 윤치영 의원을 각각 지지하고 있어 치열한 득표전이 예상되었다.

## 선거 결과
경기도 개성시 지역구의 김동성 원내 자유당 잔류파 의원이 당선되었다.
| 후보     | 소속          | 득표 | %    | 비고 |
| -------- | ------------- | ---- | ---- | ---- |
| 김동성   | 원내 자유당   | 94   | 55.3 | 당선 |
| 윤치영   | 자유당 합동파 | 56   | 32.9 |      |
| 이종형   | 자유당 합동파 | 14   | 8.2  |      |
| 배은희   | 원외 자유당   | 1    | 0.6  |      |
| 서범석   | 민주국민당    | 1    | 0.6  |      |
| 박승하   | 자유당 합동파 | 1    | 0.6  |      |
| 방만수   | 자유당 합동파 | 1    | 0.6  |      |
| 이갑성   | 자유당 합동파 | 1    | 0.6  |      |
| 총투표수 | 총투표수      | 170  | 100  |      |